# CS Audace
CS Audace Řím, zkráceně jen Audace byl italský fotbalový klub, sídlící ve městě Řím z regionu Lazio.
Fotbalový klub byl založen 15. října 1901 po dohodě mezi Audace Club Podistico (společnost založená v září 1900) a malou skupinou, která se odtrhla od Società Ginnastica Forza e Coraggio. V roce 1912 se klub spojil s jiným klubem z města Esperia Roma a přejmenovali se na Società Polisportiva Audace- Esperia. Klubové barvy byla červená a bílá se štítkem vlka. Do roku 1912 hráli turnaje o mistra Říma. Až poté se FIGC rozhodla, že povolí hrát v nejvyšší lize také ze středo jižní části Itálie a mezi tyto týmy byl i Audace.
První sezonu v nejvyšší lize tak odehráli 1912/13 a hráli ji do sezony 1921/22. V tomto období bylo nejlepší umístění 2. místo v semifinálové skupině v sezoně 1919/20. Od sezony 1922/23 hrál ve druhé lize, kde hrál dvě sezony a vrátil se do nejvyšší ligy. Na konci sezony 1925/26 se spojil Albou a tím se zrodil klub SS Alba Audace. 